# Piula becllarga
La piula becllarga o piula de bec llarg (Anthus similis) és un moixó de la família dels motacíl·lids (Motacillidae) amb una ampla distribució pel Vell Món, un bon nombre de subespècies i sistemàtica controvertida. La major part d'aquests ocells són sedentaris o migradors de curta distància.
És una piula de mida mitjana-gran, amb 16-17.5 cm de llargària, difícil de distingir a terra pels seus colors modests, gris sorra per sobre i blanquinós o pàl·lid per sota. D'aspecte similar al trobat, però lleugerament més gran, amb la cua més llarga i el bec més llarg.
De la mateixa manera que el trobat s'alimenta de llavors i insectes.
Fa el niu a terra, on pon 2-4 ous.

## Hàbitat i distribució
Habita zones de praderies obertes i vessants rocosos per gran part de l'Àfrica subsahariana, i en Àsia, des del Líban, Síria i Israel, a través de l'Iran, Afganistan i Pakistan, fins nord i sud-oest de l'Índia, contraforts de l'Himàlaia i centre i est de Myanmar.

## Llista de subespècies
S'ha descrit un nombre variable de subespècies. A més s'ha considerat Anthus nyassae coespecífic d'Anthus similis, mentre altres autors consideren la subespècie bannermanni una espècie de ple dret.
- Anthus similis arabicus, Hartert 1917. Sud de la Península aràbiga.
- Anthus similis asbenaicus, Rothschild 1920. Centre i est de Mali i Níger.
- Anthus similis bannermani, Bates 1930. Sud-oest de Mali, Guinea, Sierra Leone, nord de Libèria fins a l'oest de Camerun.
- Anthus similis captus, Hartert 1905. Líban, Síria, Israel i oest de Jordània.
- Anthus similis chyuluensis, Someren 1939. Kenya i Tanzània.
- Anthus similis decaptus Meinertzhagen 1920. Des del sud de l'Iran fins a l'oest de Pakistan.
- Anthus similis dewittei, Chapin 1937. Est de la República Democràtica del Congo, sud-oest d'Uganda, Ruanda, Burundi i Angola.
- Anthus similis hararensis, Neumann 1906. Eritrea i Etiòpia.
- Anthus similis jebelmarrae, Lynes 1920. Oest i centre del Sudan.
- Anthus similis jerdoni, Finsch 1870. Des de l'est de l'Afganistan fins a l'oest de Nepal.
- Anthus similis leucocraspedon, Reichenow 1915. Oest i sud de Namíbia i zona limítrofa de Sud-àfrica.
- Anthus similis moco, Traylor 1962. Zona muntanyenca occidental d'Angola.
- Anthus similis nicholsoni, Sharpe 1884. Sud-est de Botswana i zona limítrofa de Sud-àfrica.
- Anthus similis nivescens, Reichenow 1905. Sud-est d'Egipte i costa del mar Roig al nord-est de Sudan i nord de Kenya.
- Anthus similis palliditinctus, Clancey 1956. Nord-oest de Namíbia i zona limítrofa d'Angola
- Anthus similis petricolus, Clancey 1956. Est de Sud-àfrica i Lesotho.
- Anthus similis primarius, Clancey 1990. Sud-àfrica meridional.
- Anthus similis similis (Jerdon, 1840). Nord de l'Índia peninsular.
- Anthus similis sokotrae, Hartert 1917. Illa de Socotra.
- Anthus similis travancoriensis, Ripley 1953. Sud-oest de l'Índia.
- Anthus similis yamethini, Hall,BP 1957. Centre de Myanmar.